# Folkert Meeuw
Folkert Meeuw  (* 11. November 1946 in Wiesbaden) ist ein ehemaliger deutscher Schwimmer.

## Leben
Seine Eltern waren der Bautischler Eduard Gerhard Meeuw (✶ 14. August 1911 auf Borkum; † 16. Januar 1948 in Wiesbaden) und die Schwimmerin Ilse Meeuw, geborene Niesch (✶ 14. Februar 1913 in Hamburg; † 23. Februar 1994 in Wiesbaden). Er ist verheiratet mit Dr. med. Jutta Meeuw. Sie haben zusammen drei Kinder Frauke, Helge und Arne. Er war von 1985 bis 1989 Lehrkraft für Biologie und Sport an der Deutschen Höheren Privatschule Windhoek. Er unterrichtete an der Carl-von-Ossietzky-Schule und an der Wilhelm-Heinrich-von-Riehl-Schule in Wiesbaden in den Fächern Biologie und Sport.

## Sportliche Erfolge
Er gewann für die Wasserfreunde Wuppertal 15 Titel bei Deutschen Meisterschaften und ist dreifacher Staffeleuropameister. Bei den Schwimmeuropameisterschaften 1970 in Barcelona war er Mitglied der siegreichen 4 × 200-m-Freistilstaffel; über 200 m Schmetterling und mit der 4 × 100-m-Freistilstaffel gewann er Silber. 1974 in Wien gewann er Gold mit den Staffeln über 4 × 200 m Freistil und 4 × 100 m Lagen und Bronze über 100 Meter Schmetterling 
Zu seinen größten Einzelerfolgen zählen die Finalteilnahmen über 200 m Schmetterling bei den Olympischen Spielen 1968 in Mexiko (6. Platz) und bei den Olympischen Spielen 1972 in München (8. Platz). Bei den Schwimmweltmeisterschaften 1973 gewann Meeuw Bronze als Schlussschwimmer der 4-mal-200-Meter-Freistilstaffel.
Bei den Schwimmweltmeisterschaften 1975 in Cali wurde er als Vorlaufsschwimmer mit der 4-mal-200-Meter-Freistilstaffel Weltmeister.

## Ehrungen
Für seine zahlreichen Siege als Schwimmer erhielt er am 30. November 1970 das Silberne Lorbeerblatt.